# The Art of Being Fabulous
The Art of Being Fabulous è un singolo della cantante e attrice statunitense Julie Brown edito nel 2009. La canzone venne pubblicata solo in formato digitale e non è estratta da nessuno album.

## Tracce
1. The Art of Being Fabulous – 4:15

## Il video
Non venne mai fatto nessun video per la canzone.